# 自重堂

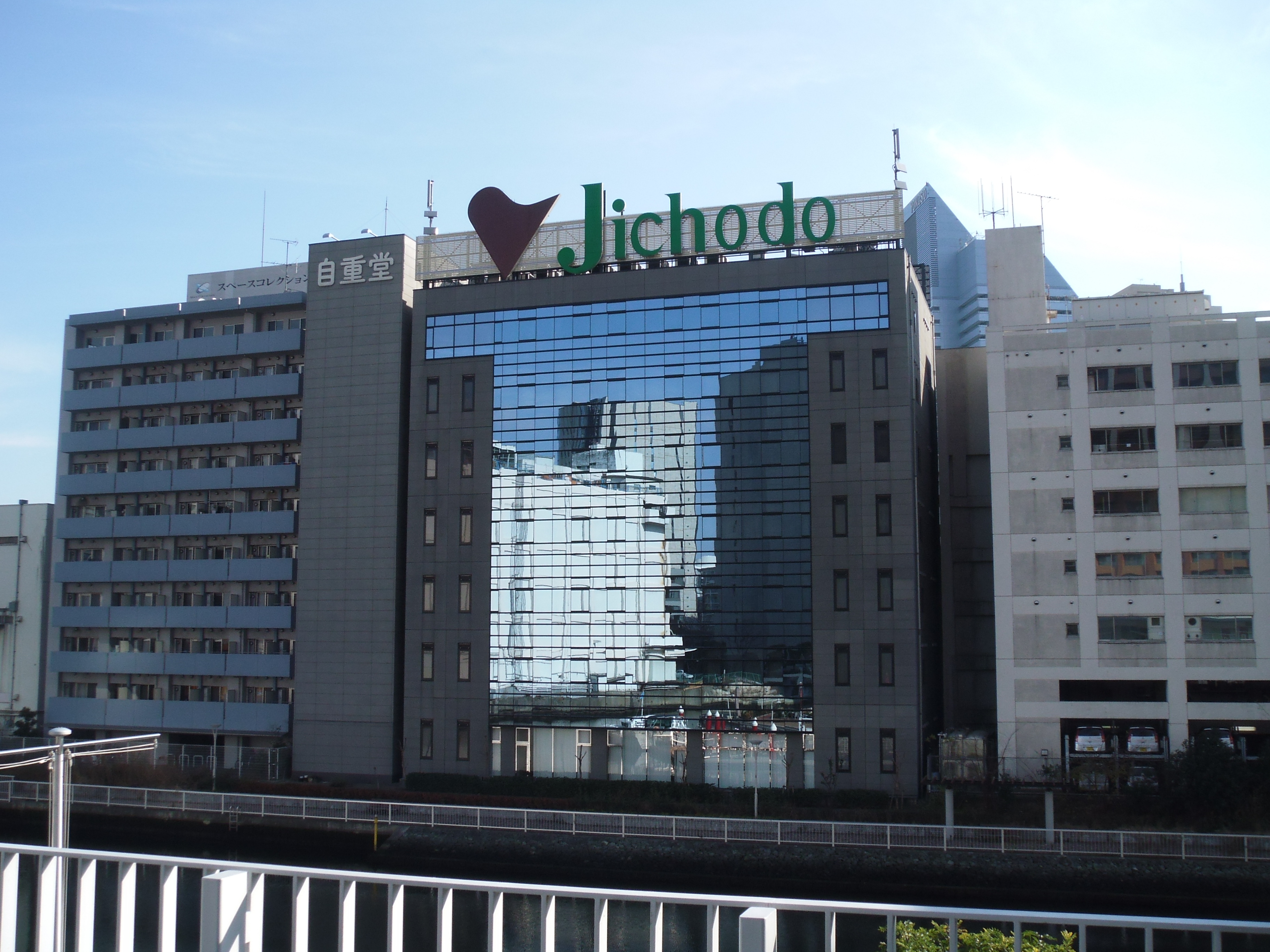
東京都港区海岸にある自重堂東京支店

株式会社自重堂（じちょうどう 英: JICHODO Co.,Ltd.）は、ワークウェア、ユニフォーム、セーフティシューズ、医療・介護ウェア等を企画製造販売するアパレルメーカーである。本社は広島県福山市新市町。東京証券取引所市場スタンダード市場上場。
かつて、雑誌広告やテレビCMに元近鉄バファローズ監督の西本幸雄、鈴木啓示、元阪急ブレーブス投手の山田久志を起用していた。
2014年より同社ブランド「Jawin（ジャウィン）」のイメージキャラクターに元メジャーリーガー（2022年より北海道日本ハムファイターズ監督）の新庄剛志を起用している。

## 概要
大手ワークウェアメーカーとして、日本全国の納入業者、ワークショップ等を通じて、土木・建築業、製造業、運輸業、清掃業など、あらゆる業種へワークウェアを企画製造販売。”「働く人の安全・安心・快適・満足」を商品化し、世界中の働く人を応援する”の基本理念のもと、ワークウェアのほか、看護師や介護士が着用する、医療・介護ウェア（ブランド名「WHISeL（ホワイセル）」）や、セーフティシューズ（安全靴）等も手掛けている。また、最近では、電動ファン付ウェア「空調服（TM）」も展開。
1970年代のワークウェア業界では、商品を代理店や小売店が備蓄する「ディーラーストック」が常道であった中、当時、専務取締役であった出原群三（のちの第5代社長、現取締役最高顧問）が、業界に先駆けて、メーカーが在庫を備蓄して注文があれば即納品する「メーカーストック・即納体制」による商品備蓄配送システムを構築し、そして、ワークウェアにおけるブランド確立など、それまでの常識にとらわれない「積極進取」の経営により、売上を飛躍的に拡大させた。
主力ブランドの「JICHODO（ジチョウドウ）」を中心に、次世代戦略ブランド「Jawin（ジャウィン）」、世界戦略ブランド「Z-DRAGON（ジィードラゴン）」を展開し、ブランド戦略に力を入れている。広告宣伝を積極的に行い、「JICHODO（ジチョウドウ）」ブランドでは、出原群三取締役最高顧問をイメージキャラクターに起用しているほか、前述のとおり、「Jawin（ジャウィン）」ブランドでは元メジャーリーガーの新庄剛志をイメージキャラクターに起用している。

## 社名
会社の設立が関東大震災の直後であり、自戒の意を込めて「自重」の名を冠したという。

## 沿革
- 1924年 - 出原安太郎が新市町（現・福山市）に合名会社自重堂を設立。
- 1960年 - 株式会社自重堂を設立。
- 1994年 - 広島証券取引所に上場。
- 1995年 - 大阪証券取引所2部に上場。
- 1999年 - 医療・介護ウェアの企画製造販売を開始。
- 1999年 - 本社／技術開発センターにおいて、ISO14001の認証を取得。
- 2000年 - 広島証券取引所廃止により、東京証券取引所2部に上場。
- 2005年 - セーフティシューズの企画製造販売を開始。
- 2007年 - 大阪証券取引所の上場を廃止し、東京証券取引所へ一本化。
- 2014年 - 「Jawin（ジャウィン）」ブランドのイメージキャラクターに元メジャーリーガーの新庄剛志を起用し、北海道日本ハムファイターズ監督就任した2022年現在、BIG BOSS新庄剛志として引き続きブランドイメージキャラクターを務めている[5]。